# Pi2 Gruis
Pi2 Gruis (π2 Gruis, förkortat Pi2 Gru, π2 Gru) som är stjärnans Bayerbeteckning, är en dubbelstjärna  belägen i den sydöstra delen av stjärnbilden Tranan. Den har en kombinerad skenbar magnitud på 5,62 och är synlig för blotta ögat där ljusföroreningar ej förekommer. Den bildar en för blotta ögat synlig dubbelstjärna med Pi1 Gruis som ligger sig separerad med 4 bågminuter. Baserat på parallaxmätning inom Hipparcosuppdraget på ca 25,0 mas, beräknas den befinna sig på ett avstånd på ca 130 ljusår (ca 40 parsek) från solen.

## Egenskaper
Primärstjärnan Pi2 Gruis A är en gul till vit underjättestjärna av spektralklass F3 III-IV. Den har en massa som är ca 40 procent större än solens massa, en radie som är omkring dubbelt så stor som solens och utsänder från dess fotosfär ca 8 gånger mera energi än solen vid en effektiv temperatur av ca 6 900 K.
Pi2 Gruis A har en följeslagare av skenbar magnitud 11,3, separerad med 4,6 bågsekunder från primärstjärnan.